# Breungeshain

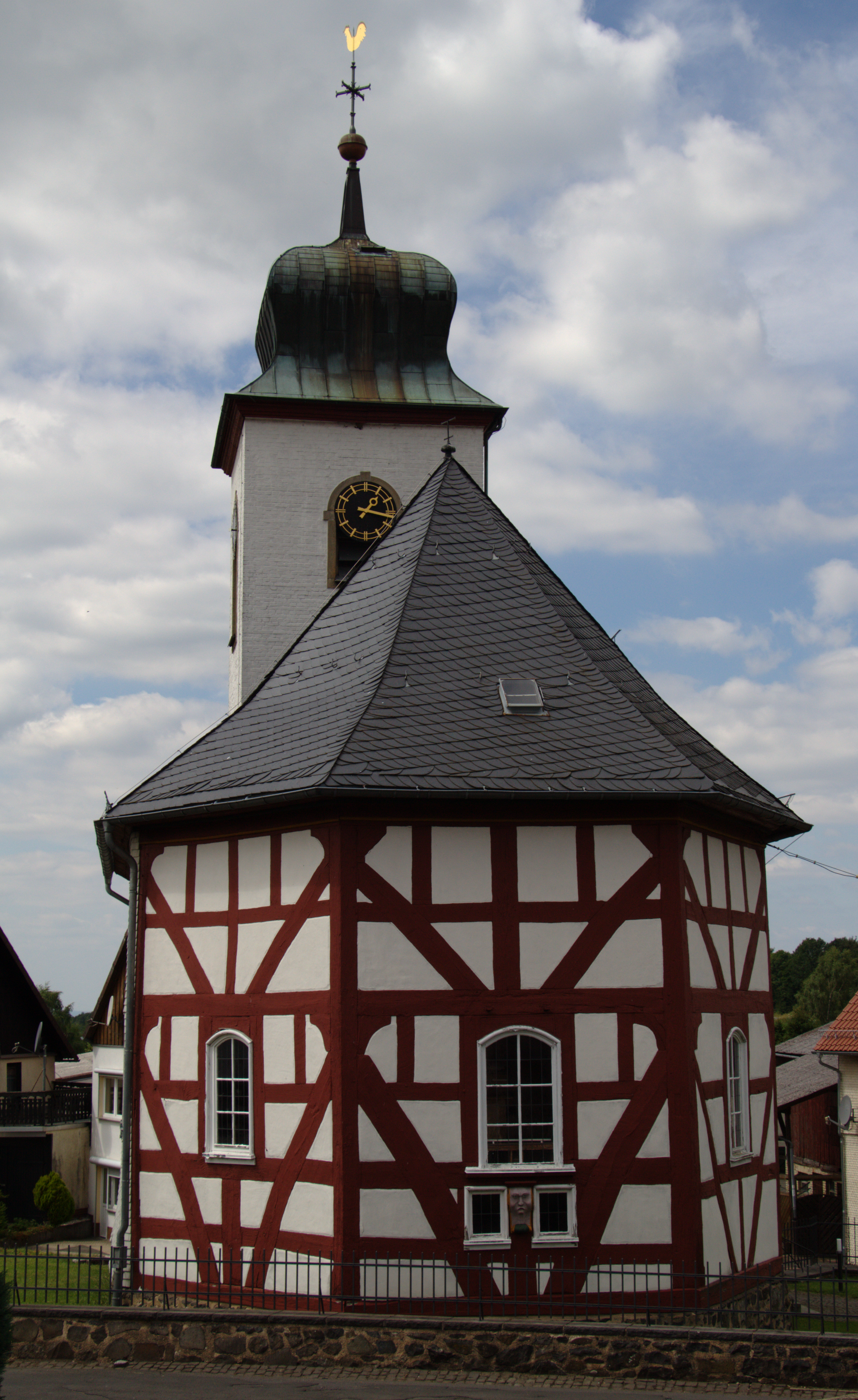
Evangelische Kirche

Breungeshain ist ein Stadtteil von Schotten im mittelhessischen Vogelsbergkreis.

## Geographie
Der Ortskern liegt am Eichelbach, zwischen dem Hoherodskopf, dem Taufstein, dem Bilstein und dem Gackerstein im Vogelsbergkreis in Mittelhessen. Das zu Breungeshain gehörige Wochenend- und Ferienhausgebiet Waldsiedlung befindet sich etwa zwei Kilometer entfernt in der Nähe des Segelfluggeländes Hoherodskopf.
Im Ort treffen sich die Kreisstraße 103 und die Landesstraße 3338. Breungeshain liegt an der Deutschen Ferienroute Alpen-Ostsee.

## Geschichte

### Ortsgeschichte
Die älteste bekannte schriftliche Erwähnung von Breungeshain erfolgte im Jahr 1067 unter dem Namen Bruningeshacho.  Die erste Kirche wurde schon um 1000 erbaut. In der Urkunde erhält die Kirche die Eigenschaft einer Mutterkirche.
Das Geschlecht der Schenck zu Schweinsberg baute im Ort eine kleine Wasserburg (Burghaus Breungeshain), die aber schon 1382 zerstört wurde.
Die Statistisch-topographisch-historische Beschreibung des Großherzogthums Hessen berichtet 1830 über Breungeshain:

„Breungeshain (L. Bez. Schotten) evangel. Pfarrdorf; liegt im Vogelsberg am Bilstein, 2 1⁄4 St. von Schotten, hat 90 Häuser und 503 evangel. Einwohner. Unter den Einwohnern sind 55 Bauern, 15 Leineweber, 14 Zimmerleute etc. Auf Pfingsten 1785 lag der Schnee noch 6 Fuß hoch, und in Hohlwegen noch höher. Die Häuser in diesem Orte sind mit Rücksicht auf den tiefen Schnee, alle getäfelt. – Die Kirche zu Breungeshain (Bruningeshago) wurde am 25. Merz 1067 von dem Mainzer Erzbischof Siegfried dem Herrn Jesu, dem siegreichen Kreuze, der Jungfrau Maria, dem heil. Georg und dem heil. Martin zu Ehren geweiht. Diese Kirche, deren Ueberreste noch sichtbar sind, lag weiter gegen den Oberwald.“

Zum 1. Dezember 1970 wurde Breungeshain im Zuge der Gebietsreform in Hessen auf freiwilliger Basis als Stadtteil nach Schotten eingegliedert. Für den Stadtteil Breungeshain wurde ein Ortsbezirk errichtet.

### Verwaltungsgeschichte im Überblick
Die folgende Liste zeigt die Staaten und Verwaltungseinheiten, denen Breungeshain angehört(e):
- vor 1567: Heiliges Römisches Reich, Landgrafschaft Hessen, Amt Nidda, Gericht Burkhards
- ab 1567: Heiliges Römisches Reich, Landgrafschaft Hessen-Marburg, Amt Nidda, Gericht Burkhards[10]
- 1604–1648: Heiliges Römisches Reich, strittig zwischen Landgrafschaft Hessen-Darmstadt und Landgrafschaft Hessen-Kassel (Hessenkrieg)
- ab 1604: Heiliges Römisches Reich, Landgrafschaft Hessen-Darmstadt, Oberfürstentum Hessen, Amt Nidda, Gericht Burkhards[11]
- 1787: Heiliges Römisches Reich, Landgrafschaft Hessen-Darmstadt, Oberfürstentum Hessen, Amt Nidda und Lißberg, Gericht Burkhards[12]
- ab 1806: Großherzogtum Hessen,[Anm. 2] Fürstentum Oberhessen, Amt Lißberg[13][14]
- ab 1815: Großherzogtum Hessen, Provinz Oberhessen, Amt Lißberg[15]
- ab 1821:Großherzogtum Hessen, Provinz Oberhessen, Landratsbezirk Schotten[16][Anm. 3]
- ab 1832: Großherzogtum Hessen, Provinz Oberhessen, Kreis Nidda
- ab 1848: Großherzogtum Hessen, Regierungsbezirk Nidda
- ab 1852: Großherzogtum Hessen, Provinz Oberhessen, Kreis Schotten
- ab 1867: Großherzogtum Hessen, Provinz Oberhessen, Kreis Schotten
- ab 1871: Deutsches Reich, Großherzogtum Hessen, Provinz Oberhessen, Kreis Schotten
- ab 1918: Deutsches Reich, Volksstaat Hessen, Provinz Oberhessen, Kreis Schotten
- ab 1938: Deutsches Reich, Volksstaat Hessen, Landkreis Büdingen[Anm. 4]
- ab 1945: Deutsches Reich, Amerikanische Besatzungszone, Groß-Hessen,[Anm. 5] Regierungsbezirk Darmstadt, Landkreis Büdingen
- ab 1946: Deutsches Reich, Amerikanische Besatzungszone, Hessen, Regierungsbezirk Darmstadt, Landkreis Büdingen
- ab 1949: Bundesrepublik Deutschland, Hessen, Regierungsbezirk Darmstadt, Landkreis Büdingen
- ab 1970: Bundesrepublik Deutschland, Hessen, Regierungsbezirk Darmstadt, Landkreis Büdingen, Stadt Schotten
- ab 1972: Bundesrepublik Deutschland, Hessen, Regierungsbezirk Darmstadt, Vogelsbergkreis, Stadt Schotten
- ab 1981: Bundesrepublik Deutschland, Hessen, Regierungsbezirk Gießen, Vogelsbergkreis, Stadt Schotten

### Gerichte seit 1803
In der Landgrafschaft Hessen-Darmstadt wurde mit Ausführungsverordnung vom 9. Dezember 1803 das Gerichtswesen neu organisiert. Für die Provinz Oberhessen wurde das Hofgericht Gießen als Gericht der zweiten Instanz eingerichtet. Die Rechtsprechung der ersten Instanz wurde durch die Ämter bzw. Standesherren vorgenommen und somit war für Breungeshain das Amt Lißberg zuständig. Nach der Gründung des Großherzogtum Hessen 1806 wurden die Aufgaben der ersten Instanz 1821–1822 im Rahmen der Trennung von Rechtsprechung und Verwaltung auf die neu geschaffenen Land- bzw. Stadtgerichte übergingen. Breungeshain fiel in den Gerichtsbezirk des „Landgerichts Schotten“.
Anlässlich der Einführung des Gerichtsverfassungsgesetzes mit Wirkung vom 1. Oktober 1879, infolge derer die bisherigen großherzoglichen Landgerichte durch Amtsgerichte an gleicher Stelle ersetzt wurden, während die neu geschaffenen Landgerichte nun als Obergerichte fungierten, kam es zur Umbenennung in „Amtsgericht Schotten“ und Zuteilung zum Bezirk des Landgerichts Gießen.
Mit Wirkung zum 1. Juli 1968 erfolgte die Auflösung des Amtsgerichts Schotten und Breungeshain kam zum Gerichtsbezirk des Amtsgerichts Nidda. Zum 1. Januar 2012 wurde auch das Amtsgericht Nidda gemäß Beschluss des hessischen Landtags aufgelöst und Breungeshain dem Amtsgericht Büdingen zugeteilt.

## Bevölkerung

### Einwohnerstruktur 2011
Nach den Erhebungen des Zensus 2011 lebten am Stichtag dem 9. Mai 2011 in Breungeshain 372 Einwohner. Darunter waren 6 (1,6 %) Ausländer. Nach dem Lebensalter waren 63 Einwohner unter 18 Jahren, 144 zwischen 18 und 49, 87 zwischen 50 und 64 und 78 Einwohner waren älter. Die Einwohner lebten in 192 Haushalten. Davon waren 54 Singlehaushalte, 63 Paare ohne Kinder und 54 Paare mit Kindern, sowie 15 Alleinerziehende und 6 Wohngemeinschaften. In 51 Haushalten lebten ausschließlich Senioren und in 114 Haushaltungen lebten keine Senioren.

### Einwohnerentwicklung
| • 1791: | 457 Einwohner                      |
| • 1800: | 463 Einwohner                      |
| • 1806: | 476 Einwohner, 96 Häuser           |
| • 1829: | 503 Einwohner, 90 Häuser           |
| • 1867: | 337 Einwohner, 81 bewohnte Gebäude |
| • 1875: | 314 Einwohner, 73 bewohnte Gebäude |

| Breungeshain: Einwohnerzahlen von 1791 bis 2020 | Breungeshain: Einwohnerzahlen von 1791 bis 2020 | Breungeshain: Einwohnerzahlen von 1791 bis 2020 | Breungeshain: Einwohnerzahlen von 1791 bis 2020 | Breungeshain: Einwohnerzahlen von 1791 bis 2020 |
| --- | ----------------------------------------------- | ----------------------------------------------- | ----------------------------------------------- | ----------------------------------------------- |
| Jahr |                                                 |                                                 |                                                 | Einwohner                                       |
| 1791 | 1791                                            |                                                 | 456                                             | 456                                             |
| 1800 | 1800                                            |                                                 | 463                                             | 463                                             |
| 1806 | 1806                                            |                                                 | 476                                             | 476                                             |
| 1829 | 1829                                            |                                                 | 503                                             | 503                                             |
| 1834 | 1834                                            |                                                 | 519                                             | 519                                             |
| 1840 | 1840                                            |                                                 | 501                                             | 501                                             |
| 1846 | 1846                                            |                                                 | 521                                             | 521                                             |
| 1852 | 1852                                            |                                                 | 546                                             | 546                                             |
| 1858 | 1858                                            |                                                 | 420                                             | 420                                             |
| 1864 | 1864                                            |                                                 | 368                                             | 368                                             |
| 1871 | 1871                                            |                                                 | 316                                             | 316                                             |
| 1875 | 1875                                            |                                                 | 314                                             | 314                                             |
| 1885 | 1885                                            |                                                 | 320                                             | 320                                             |
| 1895 | 1895                                            |                                                 | 311                                             | 311                                             |
| 1905 | 1905                                            |                                                 | 302                                             | 302                                             |
| 1910 | 1910                                            |                                                 | 330                                             | 330                                             |
| 1925 | 1925                                            |                                                 | 345                                             | 345                                             |
| 1939 | 1939                                            |                                                 | 335                                             | 335                                             |
| 1946 | 1946                                            |                                                 | 409                                             | 409                                             |
| 1950 | 1950                                            |                                                 | 390                                             | 390                                             |
| 1956 | 1956                                            |                                                 | 351                                             | 351                                             |
| 1961 | 1961                                            |                                                 | 358                                             | 358                                             |
| 1967 | 1967                                            |                                                 | 436                                             | 436                                             |
| 1970 | 1970                                            |                                                 | 361                                             | 361                                             |
| 1980 | 1980                                            |                                                 | ?                                               | ?                                               |
| 1990 | 1990                                            |                                                 | ?                                               | ?                                               |
| 2000 | 2000                                            |                                                 | ?                                               | ?                                               |
| 2004 | 2004                                            |                                                 | 399                                             | 399                                             |
| 2010 | 2010                                            |                                                 | 390                                             | 390                                             |
| 2011 | 2011                                            |                                                 | 372                                             | 372                                             |
| 2015 | 2015                                            |                                                 | 348                                             | 348                                             |
| 2020 | 2020                                            |                                                 | 346                                             | 346                                             |
| Datenquelle: Historisches Gemeindeverzeichnis für Hessen: Die Bevölkerung der Gemeinden 1834 bis 1967. Wiesbaden: Hessisches Statistisches Landesamt, 1968. Weitere Quellen: LAGIS; Einwohnerzahlen nach 2000:; Zensus 2011 |                                                 |                                                 |                                                 |                                                 |

### Historische Religionszugehörigkeit
| • 1829: | 502 evangelische (= 100 %) Einwohner                              |
| • 1961: | 335 evangelische (= 93,58 %), 19 katholische (= 5,31 %) Einwohner |

### Politik
Für Breungeshain besteht ein Ortsbezirk (Gebiete der ehemaligen Gemeinde Breungeshain) mit Ortsbeirat und Ortsvorsteher nach der Hessischen Gemeindeordnung.
Der Ortsbeirat besteht aus neun Mitgliedern. 
Bei den Kommunalwahlen in Hessen 2021 betrug die Wahlbeteiligung 64,51 %. Alle Kandidaten gehören der „Bürgerliste Breungeshain“ an. Der Ortsbeirat wählte Alexander Linker zum Ortsvorsteher.

## Kultur
In der Liste der Kulturdenkmäler in Schotten sind für Breungeshain 21 einzelne unter Denkmalschutz stehende Kulturdenkmäler aufgeführt.